# Ràtzia de 912
La Ràtzia de 912 fou una campanya de l'emirat de Còrdova contra el comtat de Barcelona.

## Antecedents
Muhàmmad al-Tawil prengué l'herència a Furtun ibn Llop, fill de Llop ibn Muhàmmad i va convertir-se en Valí de Lleida el 907, i en diversos atacs a la frontera amb el Comtat de Pallars conquerí el 907 a Ramon II de Pallars i Ribagorça Roda d'Isàvena i Montpedrós, el 909 emprengué una nova ràtzia prenent la vall de l'Isàvena amb els castells i llocs d'Oliola, Ponts i Alguaire, i el 910 conquerí els castells i llocs d'Oliola, Gualter i arribant a La Seu d'Urgell.

## La ràtzia de 912
Muhàmmad al-Tawil atacà el 912 els territoris del Comtat de Barcelona, derrotant les tropes de Sunyer I, que havia pres posicions a uns congostos a Tàrrega.

## Conseqüències
Sunyer va organitzar el 914 una expedició de resposta que va donar mort a al-Tawil.